# Rosa brotherorum
Rosa brotherorum — вид рослин з родини розових (Rosaceae); поширений на півночі Азербайджані й на північному Кавказі.

## Поширення
Поширений на півночі Азербайджану й на північному Кавказі.
Зростає на кам'янистих і трав'янистих схилах у субальпійських і альпійських долинах. Мезофіт.